# San Marinos MotoGP 2009
San Marinos MotoGP 2009 kördes den 6 september på Misano World Circuit.

## MotoGP

### Slutresultat
| Plats | Förare           | Märke    | Grid | Kvaltid  |
| ----- | ---------------- | -------- | ---- | -------- |
| 1     | Valentino Rossi  | Yamaha   | 1    | 1.34,338 |
| 2     | Jorge Lorenzo    | Yamaha   | 3    | 1.34,808 |
| 3     | Dani Pedrosa     | Honda    | 2    | 1.34,560 |
| 4     | Andrea Dovizioso | Honda    | 8    | 1.35,492 |
| 5     | Loris Capirossi  | Suzuki   | 10   | 1.35,565 |
| 6     | Toni Elías       | Honda    | 4    | 1.34,907 |
| 7     | Mika Kallio      | Ducati   | 11   | 1.35,601 |
| 8     | Marco Melandri   | Kawasaki | 12   | 1.35,785 |
| 9     | Chris Vermeulen  | Suzuki   | 13   | 1.35,790 |
| 10    | James Toseland   | Yamaha   | 14   | 1.36,070 |
| 11    | Aleix Espargaró  | Ducati   | 15   | 1.36,228 |
| 12    | Randy de Puniet  | Honda    | 9    | 1.35,554 |
| 13    | Niccolò Canepa   | Ducati   | 16   | 1.36,264 |
| 14    | Gábor Talmácsi   | Honda    | 17   | 1.37,091 |
| 15    | Colin Edwards    | Yamaha   | 5    | 1.35,184 |
| 16    | Nicky Hayden     | Ducati   | 6    | 1.35,223 |
| 17    | Alex de Angelis  | Honda    | 7    | 1.35,343 |

Colin Edwards kom inte i mål, och fick därmed inga poäng.